# La guerra del centavo
La guerra del centavo es una película documental colombiana de 1985 dirigida y escrita por Ciro Durán. La película obtuvo el premio Bochica de Oro en el segundo Salón Internacional de Cine de Bogotá y el premio Chigüiro de Oro en la segunda edición del Festival de Cine del Desarrollo en Bogotá, ambos en 1985.

## Sinopsis
El documental relata la vida cotidiana de los conductores del transporte público urbano en la ciudad de Bogotá, los cuales no perciben un salario fijo y trabajan por un porcentaje por pasajero, lo que se conoce coloquialmente como "la guerra del centavo".